# 中華建築金石獎

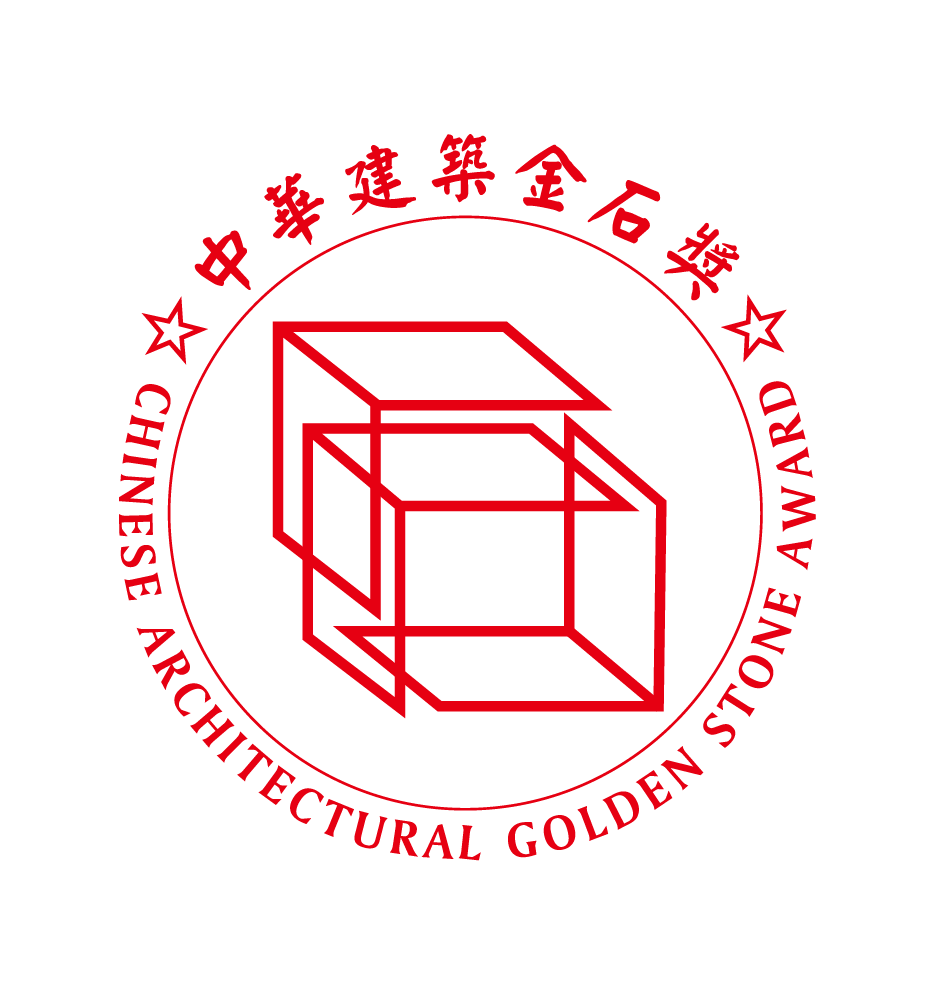
中華建築金石獎

中華建築金石獎(Chinese Architectural Golden Stone Award)，簡稱金石獎，成立於1993年，舉辦迄今2025年已是第33屆，是目前臺灣建築界最資深、最專業的認證平台，頒發予建築施工品質或規劃設計優良之企業及政府單位。

## 緣起
1993年，台灣房地產市場景氣一片低迷，加上工地安全、坪數計算、銷售不實等購屋爭議不斷，房地產發展更形悲觀，建築業背負沉重的經營壓力。為響應政府振興國內經濟發展方案，多位立法委員及學者聯合政府相關單位，以任務導向組成中華建築金石獎活動委員會（Chinese Architectural Golden Stone Award Contest Advisory Board），共同為建築業打氣、也為消費者把關。

## 目的
以「改善國人居住品質，提升國人生活水準」為宗旨，「觀念、設計、生活」為三大訴求，配合政府推動以生態（Ecology）、節能（Energy Saving）、減廢（Waste Reduction）、健康（Health）等四大指標來規劃居住環境，推動房地產業品質化、品牌化、品味化，打造優質人性化的居住環境，更代表建築業「永續經營」理念的具體實踐。

## 特色
中華建築金石獎是唯一橫跨兩岸三地的房地產專業獎項。每年均舉辦不同主題的論壇與參訪活動，不侷限於台灣地區，更延伸至福州、上海、北京、香港、日本、巴黎等城市。
隨著科技進步，能讓人類生活發展與環境開發共榮的智慧綠色建築，已成為建築業的趨勢。金石獎近年以智慧綠色建築為主軸，積極投入低碳、環保議題的推動，期望增加國人對智慧化住居概念及改善生活品質的重視。
時代在更迭、環境在改變，創造更優質的居住條件。是未來實踐ESG的過程中責無旁貸的課題；整合政府與企業的彼此優勢，將是讓社會共好、環境共美，所有要素共同織就整張網絡，才能創造真正的永續價值。完善的居住環境其重要性已不言可喻，除了重視自然永續、節能環保外，建築本身如何與生態共存、與住戶共享，也應體現在如今的建築觀念上。，讓政府與民間企業彼此協力、環環相扣，在追求經濟建設的發展過程中，建立起對於永續的高度重視。

## 組成團隊
由中華教科文創新發展協會理事長曾德賢先生發起創辦，2024年主任委員由立法委員許智傑先生擔任，並由前內政部營建署署長陳光雄先生擔任評審團總召集人、台灣建築中心副董事長周光宙擔任活動總顧問，評審團隊則囊括產官學領域之專業菁英人士，秉持著公平、公正、公開的理念進行評選。

## 評選項目
目前金石獎獎項分類：
- 優良建築施工品質類：

```
以建築品質與安全作為評選重點，除完善的規劃設計外，並須以務實負責的態度落實於施工過程中，確保工程的安全、品質與美觀，並提供完整的施工過程、建材認證各項記錄。
```

- 優良建築規劃設計類：

```
以觀念、設計、生活為三大訴求，注重整體規劃及居住環境的品質，鼓勵設計者針對時代的變遷，給予現代建築新穎的理念，並創造出人性化、舒適的生活環境。
```

- 卓越品牌標竿企業類：

```
鼓勵公司或企業集團永續經營，並善盡企業社會責任。不僅注重企業之信譽，亦將企業對其建築物施工品質之保證、工地管理、睦鄰與維護，及回饋社會之主動、積極程度列入評選標準，對其具體貢獻公開表揚。
```

- 優良公共建設/優良空間活化類：

```
1. 優良公共建設：鼓勵政府及民間對公共建設及休閒產業空間運用的投入與用心，針對成為各地區地標性建築的休閒空間、提升人民生活品質的公共建設予以表揚。
2. 優良空間活化：空間活化包括區域環境整合、活用保存，並達到永續經營之目標，亦聚焦於其營運效益、多角化經營方案等，對具趨勢代表者之用心予以鼓勵。
```

- 健康人居類：

```
「健康人居」旨在建築與城市規劃中，創造安全、舒適的居住環境，伴隨著ESG(環境、社會、治理)政策的推動，同時倡導永續發展的理念，並透過使用環保材料與節能規劃，提升環境的生活品質，促進人類與自然的和諧共生。
```

## 外部連結
中華建築金石獎官網（页面存档备份，存于）
中華建築金石獎臉書粉絲專頁

## 來源
1. ↑  . 金石獎官方網站. 2025-03-06  [2015-05-04]. （原始内容存档于2015-05-05）.
2. ↑  . 住展雜誌. 2024-12-01  [2015-05-05]. （原始内容存档于2015-05-05）.
3. ↑  . 工商時報. 24-09-13  [2015-05-05]. （原始内容存档于2015-05-05）.
4. ↑  . 總統府/新聞. 24-11-28  [2015-05-05]. （原始内容存档于2015-05-05）.